# Mohammed Jameel Ahmed
Mohammed Jameel Ahmed (en divehi : މުޙައްމަދު ޖަމީލް އަޙުމަދު), né le 13 octobre 1969 à Fuvammulah (Maldives), est un homme d'État maldivien, vice-président de la République de 2013 à 2015.

## Biographie
Né le 13 octobre 1969 à Fuvammulah (Maldives), il est diplômé en droit comparé de l'Université islamique de Malaisie, puis d'un doctorat de la School of Oriental and African Studies à Londres.
Il est d'abord juge en chef à la Cour criminelle puis ministre de la Justice sous Maumoon Abdul Gayoom, puis ministre de la Communication sous Mohamed Nasheed, et ministre de l'Intérieur sous Mohammed Waheed Hassan. Il est ainsi membre du Parti du peuple maldivien de 2005 à 2008, puis du Dhivehi Qaumee Party jusqu'en 2013, lorsqu'il rejoint le Parti progressiste des Maldives (PPM).
Élu vice-président de la République lors de l'élection présidentielle maldivienne de 2013, il est destitué par le parlement en 2015. Il part en exil pour éviter d'être arrêté puis rejoint le Parti républicain (JP) en 2018. Il est candidat lors des élections législatives maldiviennes de 2019.
Il quitte le Parti républicain pour retourner au Parti progressiste des Maldives en 2020. Il devient ensuite l'un des avocats de l'ancien président Abdulla Yameen. Il est de nouveau candidat à la vice-présidence lors de l'élection présidentielle maldivienne de 2023, sa candidature est cependant invalidée du fait de l'inéligibilité de Yameen.
Le 25 novembre 2023, il quitte le PPM en compagnie de Yameen, pour fonder le Front national du peuple.